# Groupe de NGC 5121
Le groupe de NGC 5121 comprend au moins six galaxies situées dans la constellation du Centaure. La distance moyenne entre ce groupe et la Voie lactée est d'environ 26,6 Mpc (∼86,8 millions d'al). 

## Membres
Le tableau ci-dessous liste les six galaxies du groupe indiquées dans l'article de A.M. Garcia paru en 1993.
| Nom        | Class.     | Type                               | α (J2000.0)   | δ (J2000.0)  | Vitesse radiale (km/s) | m            | Distance (Mpc) | Diamètre (kal) |
| ---------- | ---------- | ---------------------------------- | ------------- | ------------ | ---------------------- | ------------ | -------------- | -------------- |
| NGC 5121   | (R')SA(s)a | Spirale                            | 13h 24m 45.6s | -37° 40′ 56″ | 1473 ± 7               | 10,6         | 25,7 ± 1,8     | 64             |
| NGC 5121A  | SAB(s)dm   | Spirale intermédiaire magellanique | 13h 25m 32.8s | -37° 22′ 44″ | 1435 ± 7               | 15,1         | 25,2 ± 1,8     | 55             |
| ESO 324-26 | IB(s)m     | Irrégulière magellanique           | 13h 28m 22.1s | -38° 10′ 01″ | 1519 ± 0               | 14,15 ± 0,09 | 26,4 ± 1,9     | 35             |
| ESO 324-23 | SB(s)d?    | Spirale barrée                     | 13h 32m 29.5s | -38° 10′ 40″ | 1440 ± 3               | 10,88        | 25,2 ± 1,8     | 80             |
| ESO 382-31 | SB(s)d?    | Spirale barrée                     | 13h 17m 40.2s | -37° 16′ 53″ | 1873 ± 6               | 12,55 ± 0,12 | 31,7 ± 2,2     | 68             |
| ESO 382-45 | SB(s)m     | Spirale barrée magellanique        | 13h 20m 14.4s | -36° 02′ 36″ | 1459 ± 3               | 11,89        | 25,6 ± 1,8     | 73             |

Le site DeepskyLog permet de trouver aisément les constellations des galaxies mentionnées dans ce tableau ou si elles ne s'y trouvent pas, l'outil du site constellation permet de le faire à l'aide des coordonnées de la galaxie. Sauf indication contraire, les données proviennent du site NASA/IPAC.